# Stephen Keshistadion
Het Stephen Keshistadion (vroeger ook Asabastadion genoemd) is een multifunctioneel stadion in Asaba, een stad in Nigeria. In het stadion is plaats voor 22.000 toeschouwers. In 2018 werd in dit stadion de Afrikaanse Kampioenschappen Atletiek gehouden. Het stadion is vernoemd naar Stephen Keshi (1962–2016), een Nigeriaanse voetballer en voetbalcoach die in 2013 het Afrikaans kampioenschap voetbal won.